# Vivers (Sant Joan les Fonts)
El Casal de Vivers és una obra de Sant Joan les Fonts (Garrotxa) inclosa a l'Inventari del Patrimoni Arquitectònic de Catalunya.

## Descripció
Vivers està ubicat dalt del puig del mateix nom a poca distància del mas Puig de Vivers. Aquesta casa pairal està formada per un conjunt de tres edificis units per l'era i per passos voltats. A un d'aquests cossos s'allotjaven els masovers; és de planta rectangular i va ser bastit amb carreus ben escairats en els cantoners i les obertures. Cal destacar la inscripció de la llinda de la porta principal: "J O A N V I V E S 1 8 5 3". El segon cos pertany a la pallissa de dimensions considerables; té baixos i pis. El tercer cos pertany a la casa pairal i es troba en un estat força degradat. Hom hi veu restes d'arcades i trossos de columnes escampats.

## Història
Les cases i terres de Vivers eren tributàries de l'església de Sant Esteve de la Vall de Bianya, i després Sant Joan les Fonts. L'hereu més antic que es troba en els documents és Bernat de Vivers (1189), que va tenir dos fills: Ramon Bernat i Arnau. Un Bernat Andreu de Vivers reconeix ésser la seva propietat del directe domini de fra Joan de Montuello, prior de Sant Joan, l'any 1333. Per vendra el mas va passar a la família Prats de Montcorp de Girona i més tard a Joan Castanyer, pegès de Sant Joan les Fonts, el 28 de gener de 1589 qui pren el nom de Joan Vivers. En una escriptura d'afrontació de termals dels masos Vivers i Puig de Vivers, datada el 2 de juny de 1594, en citar el mas Vivers l'anomenada "casa, força i castell de Vivers", cosa que dona a entendre que antigament existí una fortificació en el lloc.